# Carlos Monzón

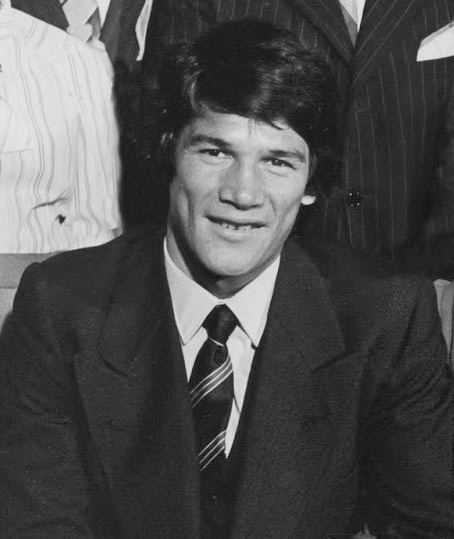
Monzón, 1974.

Carlos Monzón, född 1942, död 1995, var en argentinsk boxare. Han var en av 1970-talets största boxningsstjärnor och världsmästare i mellanvikt 1970-77.
Monzóns karriär i ringen var inledningsvis inte särskilt märkvärdig. Han förlorade tre av sina första 20 matcher men under 1960-talets andra hälft radade han upp segrar. Då motståndarna ansågs medelmåttiga fick han ingen större uppmärksamhet utanför sitt hemland. Hösten 1970 fick han chansen att möta världsmästaren Nino Benvenuti från Italien. Mästaren var favorit men Monzón vann överraskande på knockout i rond 12. I en returmatch följande år besegrades Benvenuti redan i tredje ronden.
De följande åren etablerade sig Monzón som den obestridde mellanviktskungen och efter Muhammad Ali och Roberto Duran boxningens allra största stjärna. Monzón höll VM-titeln ända fram till 1977 då han avsade sig titeln och drog sig tillbaka. Under tiden hade han försvarat titeln 14 gånger, vilket var rekord i mellanvikt på den tiden. Bland titelförsvaren kan nämnas två segrar mot amerikanen Emile Griffith och ett mot danske Europamästaren Tom Bogs. Han var obesegrad 13 år i rad (1964-1977) och radade under tiden upp en svit på 81 förlustfria matcher. Totalt vann han 89 matcher (61 på knockout) och de enda förlusterna kom tidigt i karriären. Som så många andra boxare blev han en stor idol i sitt hemland. Näst Sugar Ray Robinson anser många att Carlos Monzón är den bäste mellanviktsboxaren genom tiderna.
Utanför ringen hade han emellertid stora problem med privatlivet som var kaosartat redan under den aktiva tiden. 1989 dömdes han för mord på sin andra hustru. Under en permission 1995 omkom Carlos Monzón i en bilolycka.